# Relaciones México-Unión Soviética
Las relaciones México-Unión Soviética fueron las relaciones internacionales entre México y la Unión Soviética.

## Historia
El político y revolucionario ruso León Trotski fue asesinado en agosto de 1940 durante su exilio México por Ramón Mercader, un agente español de la NKVD soviética, por orden de Iósif Stalin.